# 서울세계불꽃축제
서울세계불꽃축제(영어: Seoul International Fireworks Festival)는 2000년 이후 매년 대한민국 서울특별시 여의도에서 열리는 축제 중 하나이다.

## 개요
63빌딩을 운영하고 있는 한화의 주최로 열리며, 63빌딩 앞에 있는 한강시민공원 여의도지구에서 저녁 시간에 시작된다. 2001년, 2006년, 2009년, 2020년, 2021년은 행사가 취소되었었다.

## 역대 서울세계불꽃축제

### 2000년대

#### 2001년
- 미국 9·11 테러 여파로 취소되었다.

#### 2002년
- 축제일: 2002년 5월 25일~6월 23일(총5회)
- 참가국: 미국, 호주, 일본, 중국, 이탈리아, 한국
- 참고 사항 : 월드컵 개최를 고려하여 행사일을 조정하였다. 월드컵 공식 문화행사로 지정되었다.

#### 2003년
- 축제일: 2003년 9월 27일 ~ 10월 11일(총3회)
- 참가국: 일본, 호주, 중국, 한국

#### 2004년
- 축제일: 2004년 10월 9일, 10월 16](총2회)
- 참가국: 중국, 호주, 이탈리아, 한국

#### 2005년
- 축제일: 2005년 10월 22일, 10월 29일(총2회)
- 참가국: 중국, 이탈리아, 미국, 한국

#### 2006년
- 북한 핵실험의 여파로 취소되었다.

#### 2007년
- 축제일: 2007년 10월 13일(토요일, 총1회)
- 참가국: 미국, 일본, 한국

#### 2008년
- 축제일: 2008년 10월 4일(토요일, 총1회)
- 참가국: 한국, 홍콩

#### 2009년
- 신종 플루 유행으로 인해 취소되었다.

### 2010년대

#### 2010년
- 2010년 10월 9일 개최
- 참가국: 한국(한화그룹), 중국(Sunny), 캐나다(Apogee)
- 공식행사: 19:00~19:30
- 불꽃놀이 (Fireworks show): 19:30 ~ 21:00 (1시간 30분)

#### 2011년
- 2011년 10월 8일 개최
- 참가국: 한국(한화그룹), 일본,포르투갈
- 공식행사: 미정
- 불꽃놀이 (Fireworks show): 20:00 ~

#### 2012년
- 2012년 10월 6일 개최
- 참가국: 한국(한화그룹),이탈리아(Parente),미국(Melrose),중국(Sunny)
- 공식행사: 야외무대 공연 외..
- 불꽃놀이 (Fireworks show): 19:30~21:30 (2시간)

#### 2013년
- 2013년 10월 5일 개최.
- 참가국: 캐나다, 일본, 프랑스, 한국

#### 2014년
- 2014년 10월 4일에 개최되었다.
- 참가국: 영국, 중국, 이탈리아, 한국

#### 2015년
- 2015년 10월 3일에 개최됨.
- 참가국: 미국(Melrose), 필리핀(Dragon Fireworks), 한국(한화그룹)
- 한화의 불꽃연출이 끝난 후 "에프터 DJ 공연"이 펼쳐졌다.
- 이번 2015 서울세계불꽃축제는 이틀에 걸쳐 진행되었다.

#### 2016년
- 2016년 10월 8일에 개최.
- 일본팀 (Tamaya) "Turn Your Magic On"라는 주제로 15분간 연출
- 스페인 (Pirotecnia Igual) "Magic Light Dream"이라는 주제로 15분간 연출
- 한국팀 (Hanwha) "마법같은 불꽃"이라는 주제로 35분간 연출

#### 2017년
- 2017년 9월 30일에 개최.
- 미국(Pyro Spectacular), 이탈리아(Parente Fireworks), 한국(Hanwha) 참가.

#### 2018년
- 2018년 10월 6일에 개최
- 스페인, 캐나다, 한국 참가

#### 2019년
- 2019년 10월 5일에 개최
- 중국, 스웨덴, 한국 참가

### 2020년대

#### 2020년
- 코로나19 범유행으로 인해 취소되었다.

#### 2021년
- 코로나19 범유행으로 인해 취소되었다

### 2022년
- 2022년 10월 8일에 개최되었다.
- 한국, 이탈리아, 일본 참가

### 2023년
- 2023년 10월 7일에 개최되었다.
- 한국, 중국 참가
- 폴란드가 두번째 팀으로 참가 했으나 불꽃이 터지지 않는 문제로 공연 진행 실패

### 2024년
- 2024년 10월 5일에 개최되었다.
- 한국, 미국, 일본 참가
- 최초로 관람 좌석을 별도 판매하는 유료 관람석이 생겼다. (과거에는 63빌딩 레스트랑 연계로 비매품 형태로 발행했으나, 최초로 좌석만 단독 약 13만원에 판매)

## 소개 및 특징
- 10만발의 불꽃이 발사되며, 매년 100만명 이상의 대규모 인파가 운집하여 관람하는, 서울의 대표적인 축제이다.[1] 2010년 행사에는 여의도 주행사장 약 20만명[2], 그 외 원효대교와 한강대교 근처, 한강공원 이촌지구 등에 약 백만명 등, 총 약 120만명이 관람한 것으로 파악되었다.[3][4][5]
- 1팀당 발사 비용은 약 2억원 정도이다. 부대비용까지 포함해 한화그룹에서 지출하는 비용은 대략 70억원[6] 정도로 알려져 있다.
- 발사포 내에 불꽃의 장전이 완료되면, 비가 내려도 발사가 가능하다. 때문에 우천으로 행사 자체가 취소되는 일은 거의 없다.[7]
- 서울세계불꽃축제가 바로 앞 한강에서 열린다. 불꽃이 터지는 모습이 63빌딩의 표면에 이지러지며 반사되는 모습이 운치가 있다.
- 불꽃축제 때 VIP 한정으로, 63빌딩 중간층 오피스를 통째로 대관해서 디너쇼를 한다.

## 관람 명소
- 63빌딩 앞쪽 주행사장 근처에서 관람하기가 가장 좋다. 음향효과도 들을 수 있다. 그러나 이 경우 극심한 혼잡을 어느 정도 감수해야 한다. 그외의 불꽃축제 관람 명소로는 한강 북단에 위치한 이촌 한강공원, 한강대교 중앙 노들섬, 노량진 사육신공원 등지가 꼽힌다.[8][9][10][11] 단, 이 경우 주행사장에서 들을 수 있는 음향 효과를 듣는 것이 불가능하며, 사진 촬영을 주 목적으로 하는 경우나 극심한 혼잡을 피하고 싶은 경우에 권장된다.

- 혼잡한 것이 싫거나 연인, 가족과 함께한다면. 한화에서 공식적으로 진행하는 불꽃티켓 이벤트에서 불꽃티켓을 얻는 방법도 있다.[12]

## 비판
- 부산국제불꽃축제, 포항국제불빛축제 등이 지방자치단체 등 공공기관 주최로 개최되는 것과 달리 서울세계불꽃축제는 기업체인 한화그룹이 주최한다. 2005년 당시 이명박 서울시장은 "일개 기업의 홍보행사에 서울시가 예산과 행사진행을 지원하는 것은 문제"라고 발언하며 관례적으로 참석하던 개막식 행사에 불참하기도 했다.[13] 기업홍보성 축제라는 성격상 문제와 더불어 도심에서의 교통체증 유발, 쓰레기대란 등의 문제를 지적하면서 축제장소를 옮기거나 폐지해야 한다는 의견도 있었다.[14] 특히 영등포구 여의도동 지역 주민들의 빗발친 민원은 행사가 연1회 개최로 축소되는 배경이 되었다.

## 사건 및 사고
2015년도 서울세계불꽃축제 개최 전날(10월 2일) 밤 10시 40분쯤 원효대교와 한강철교 사이에 위치한 바지선에서 조명설치업체 직원 이모씨(43)가 레이저 조명 장비를 옮기다 바지선과 배 사이 간격이 벌어지는 바람에 강에 빠져 익사하는 사고가 있었다. 시신은 행사가 끝난 다음날인 4일 63빌딩 인근 강변에서 시민들의 신고에 의해 변사체로 발견되었다.

## 관련 사진

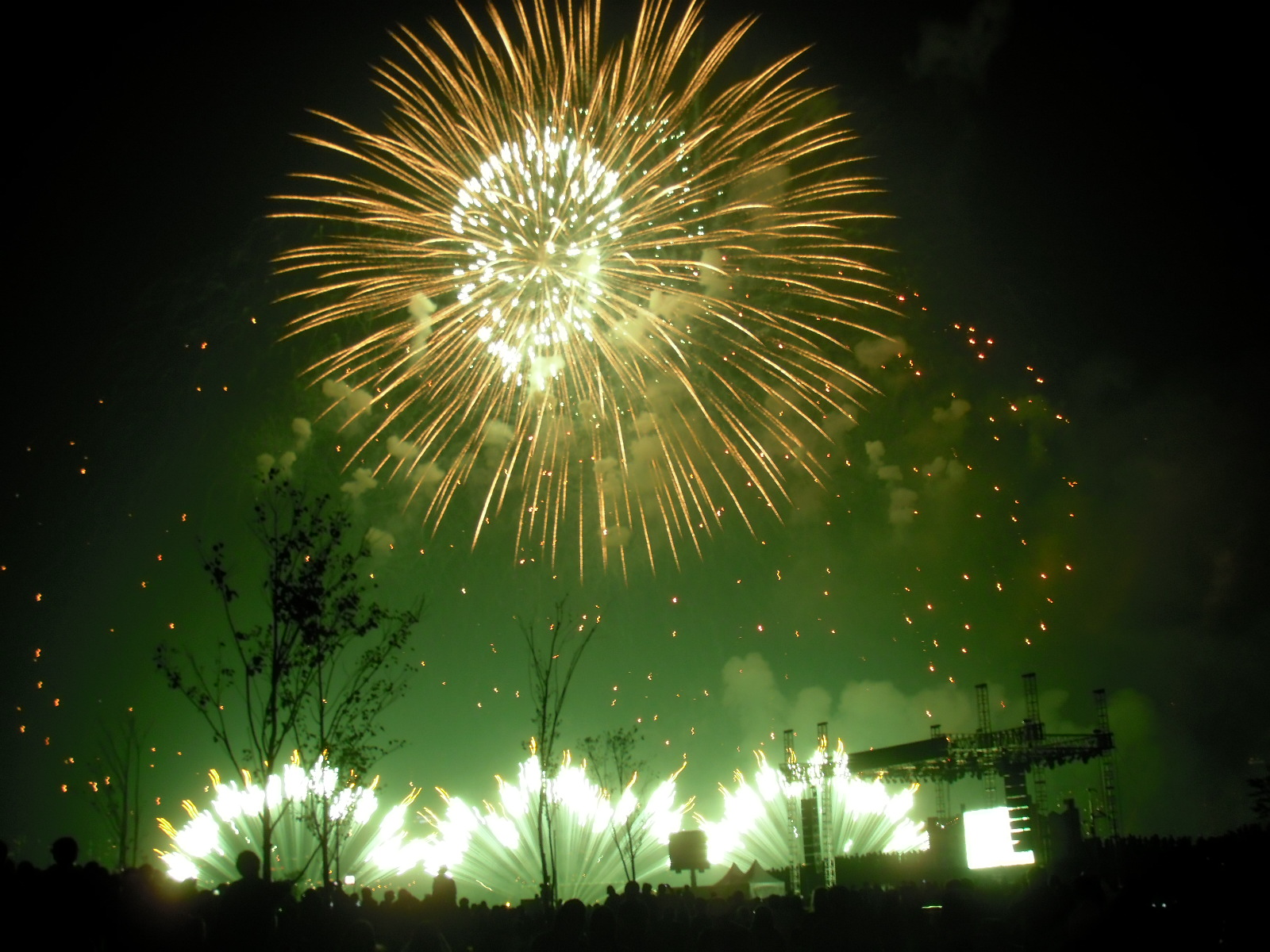
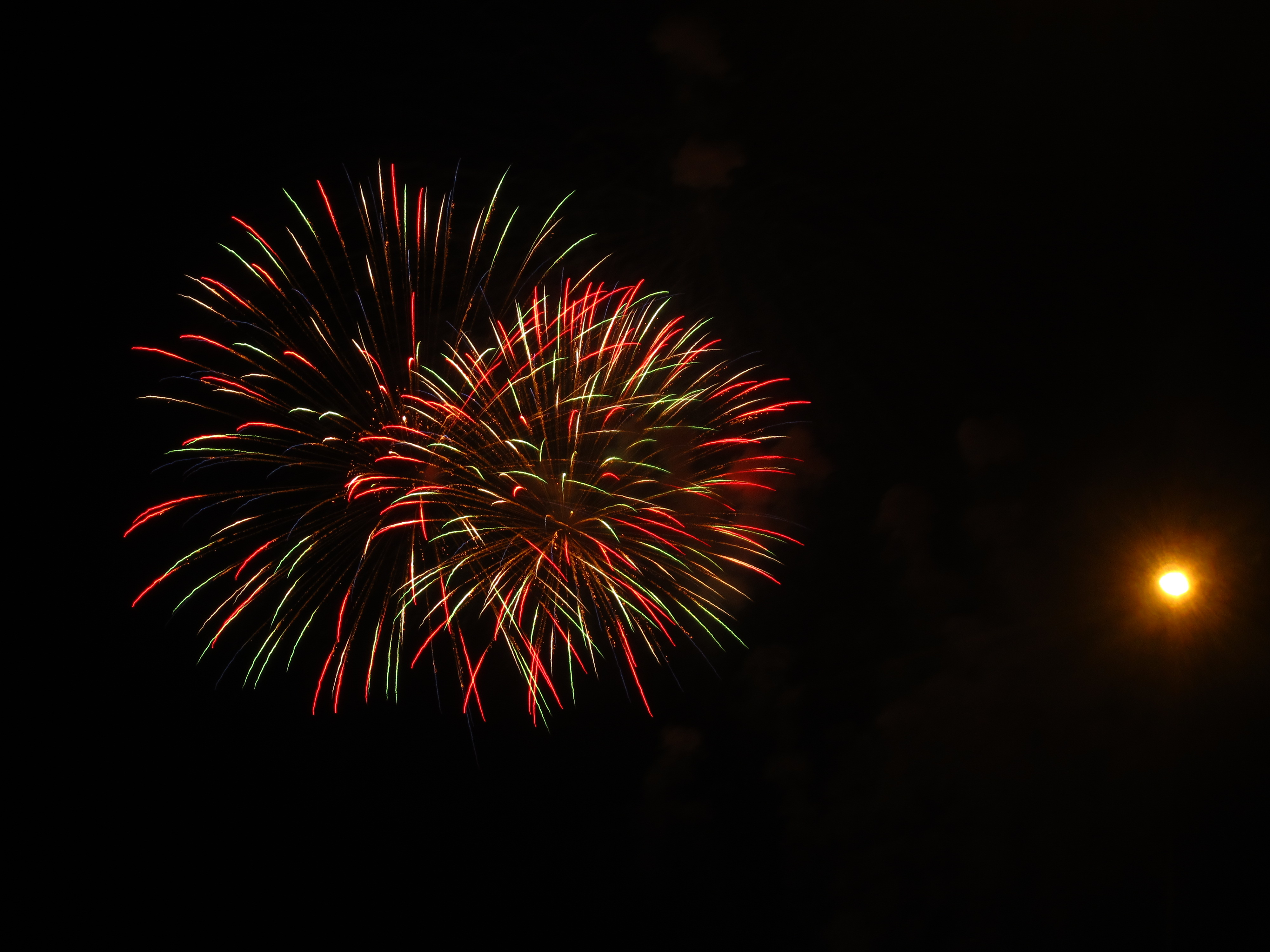
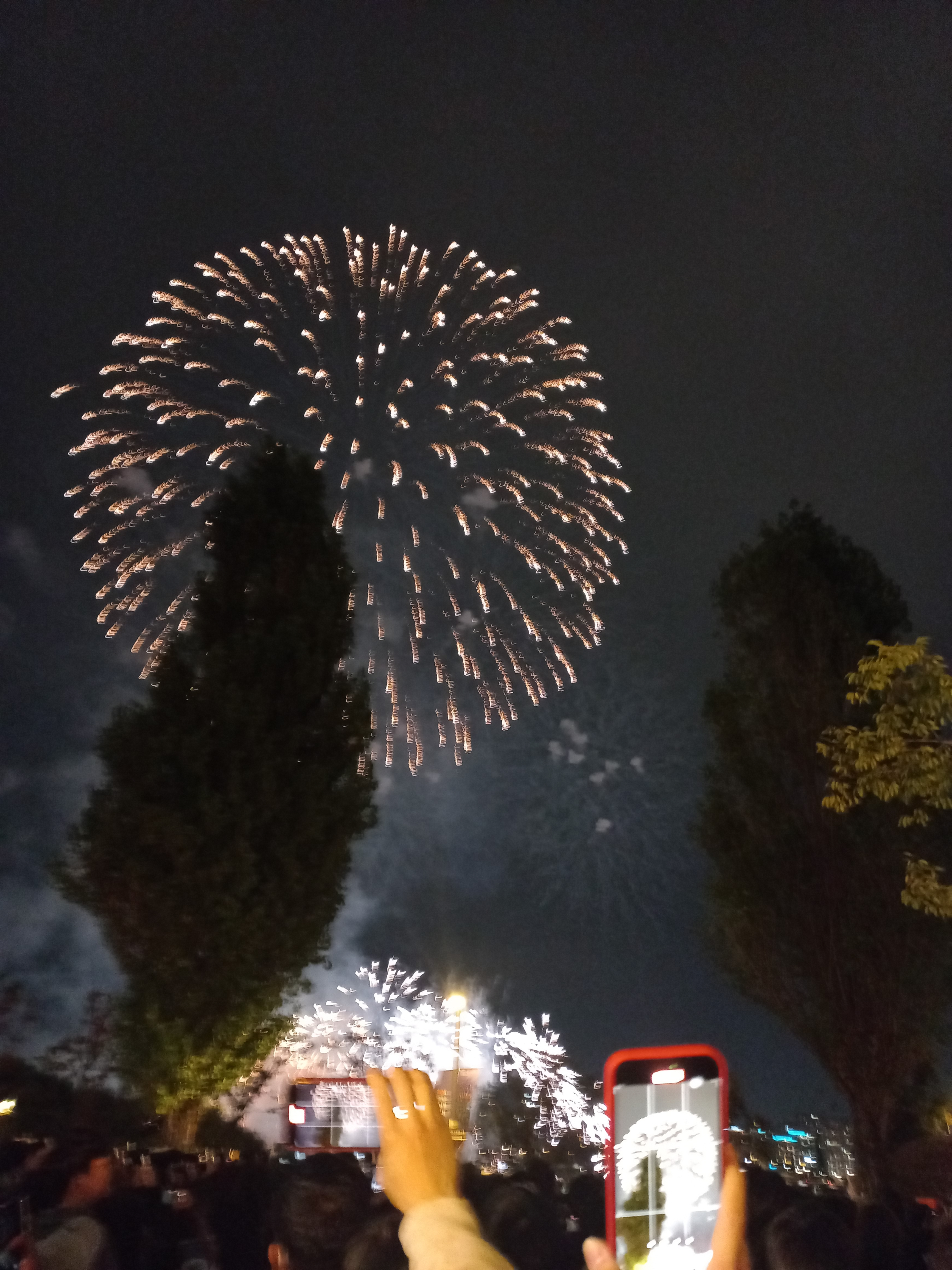
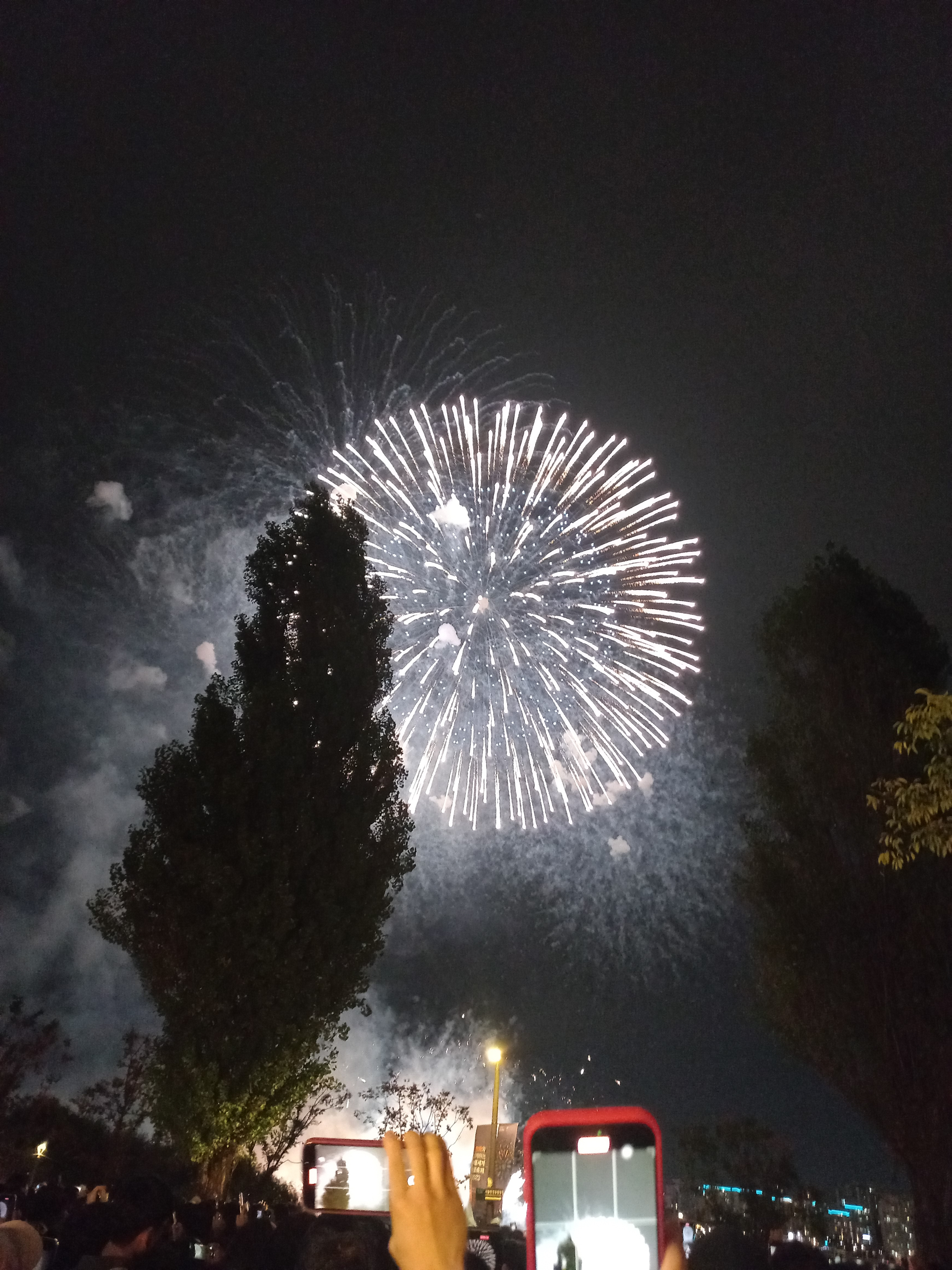
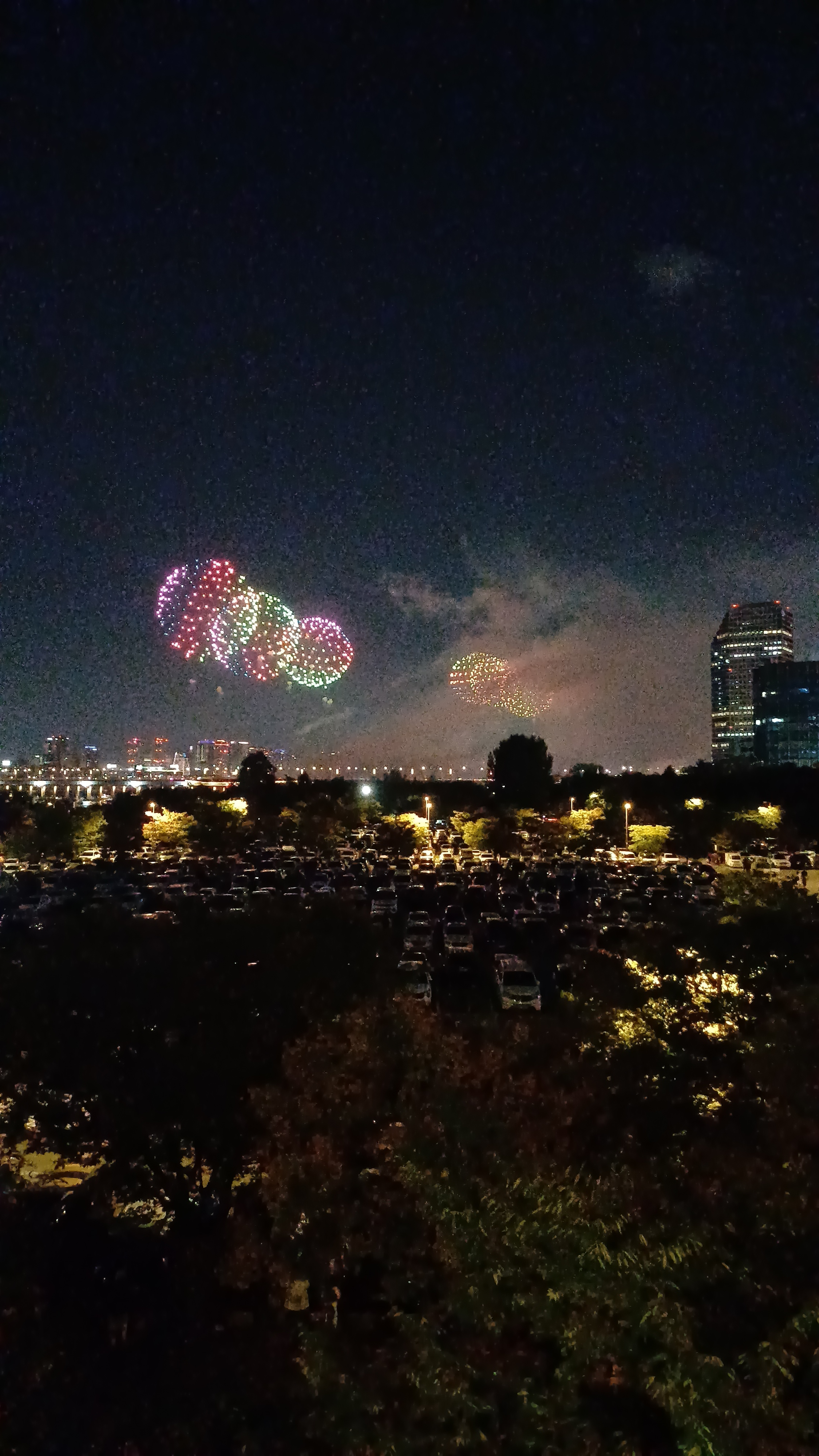
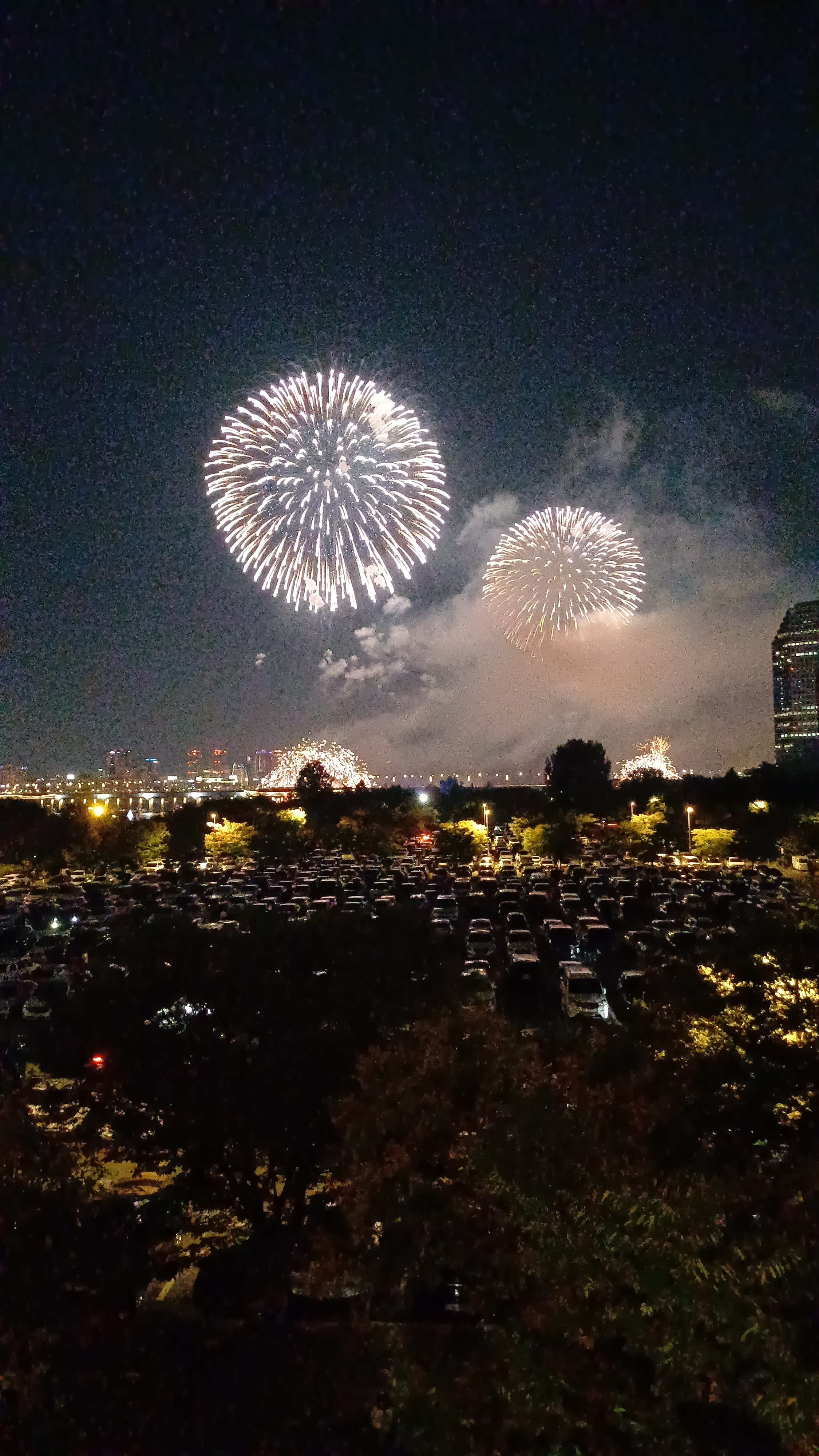

## 같이 보기
- 부산국제불꽃축제 - 아시아 최대 불꽃축제
- 포항국제불빛축제
- 불꽃놀이